# Scytodes maresi
Scytodes maresi är en spindelart som beskrevs av Cristina A. Rheims och Antonio D. Brescovit 200. Scytodes maresi ingår i släktet Scytodes och familjen spottspindlar. Inga underarter finns listade i Catalogue of Life.